# Isabelle Mouthon-Michellys
Isabelle Mouthon-Michellys (Annecy, 14 de junho de 1966) é uma triatleta profissional francesa.

## Carreira

### Sydney 2000
Isabelle Mouthon-Michellys disputou os Jogos de Sydney 2000, terminando em 7º lugar com o tempo de 2:02:53.41.